# Euphonia jamaica
Eufónia-jamaicana ou gaturamo-jamaicano (Euphonia jamaica) é uma espécie de ave da família Fringillidae.
Pode ser encontrada nos seguintes países: Ilhas Cayman e Jamaica.
Os seus habitats naturais são florestas subtropicais ou tropicais húmidas de baixa altitude e florestas secundárias altamente degradadas.